# Campionati europei di lacrosse maschili
I campionati europei di lacrosse maschili è una competizione di lacrosse fondata dalla European Lacrosse Federation.

## Edizioni
| Edizione      | Edizione      | Podio         | Podio         | Podio         |
| Anno          | Organizzatore | Campione      | Seconda       | Terza         |
| ------------- | ------------- | ------------- | ------------- | ------------- |
| 1995 Dettagli | Rep. Ceca     | Inghilterra   | Rep. Ceca     | Galles        |
| 1996 Dettagli | Germania      | Inghilterra   | Rep. Ceca     | Scozia        |
| 1997 Dettagli | Svezia        | Inghilterra   | Rep. Ceca     | Svezia        |
| 1999 Dettagli | Inghilterra   | Inghilterra   | Germania      | Scozia        |
| 2000 Dettagli | Scozia        | Inghilterra   | Germania      | Scozia        |
| 2001 Dettagli | Galles        | Germania      | Inghilterra   | Rep. Ceca     |
| 2004 Dettagli | Rep. Ceca     | Inghilterra   | Germania      | Scozia        |
| 2008 Dettagli | Rep. Ceca     | Inghilterra   | Paesi Bassi   | Germania      |
| 2012 Dettagli | Inghilterra   | Inghilterra   | Irlanda       | Svezia        |
| 2016 Dettagli | Inghilterra   | Inghilterra   | Israele       | Finlandia     |
| 2022 Dettagli | Polonia       | Non disputati | Non disputati | Non disputati |
| 2025 Dettagli | Polonia       | Israele       | Italia        | Inghilterra   |

## Medagliere
| Pos. | Squadra     | 1º posto | 2º posto | 3º posto | Totale |
| ---- | ----------- | -------- | -------- | -------- | ------ |
| 1    | Inghilterra | 9        | 1        | 1        | 11     |
| 2    | Germania    | 1        | 3        | 1        | 5      |
| 3    | Israele     | 1        | 1        | 0        | 2      |
| 4    | Rep. Ceca   | 0        | 3        | 1        | 4      |
| 5    | Russia      | 0        | 1        | 0        | 1      |
| 5    | Paesi Bassi | 0        | 1        | 0        | 1      |
| 5    | Italia      | 0        | 1        | 0        | 1      |
| 8    | Scozia      | 0        | 0        | 4        | 4      |
| 9    | Svezia      | 0        | 0        | 2        | 8      |
| 10   | Galles      | 0        | 0        | 1        | 1      |
| 10   | Finlandia   | 0        | 0        | 1        | 1      |

## Pagine collegate
- Campionati europei di lacrosse femminili